# Jamie MacDonald (Fußballspieler)
James „Jamie“ MacDonald (* 17. April 1986 in Broxburn) ist ein schottischer Fußballtorhüter, der zuletzt bei Greenock Morton spielte.

## Karriere

### Verein
Jamie MacDonald kam im Jahr 2003 zu Heart of Midlothian, nachdem er zuvor bei Musselburgh Athletic gespielt hatte. Bevor er sein Debüt bei den Hearts gab, wurde der Torhüter von Januar 2007 bis Mai 2008 an den schottischen Zweitligisten Queen of the South verliehen. Er gab sein Debüt am 27. Januar gegen Partick Thistle. Für den Verein absolvierte er in der Rückrunde der Saison 2006/07 insgesamt 14 Ligaspiele. In der Spielzeit Saison 2007/08 kam er als Stammtorhüter auf 34 Ligaspiele. Mit dem Zweitligisten erreichte er zudem das Endspiel im schottischen Pokal. Im Finale im Hampden Park verlor der Außenseiter gegen die favorisierten Glasgow Rangers mit 2:3. Queen of the South qualifizierte sich durch das Erreichen des schottischen Pokalfinales erstmals in der Vereinsgeschichte für den Europapokal.
MacDonald kehrte zur Saison 2008/09 zurück nach Edinburgh. Nachdem er in der Vorbereitung unter dem neuen Hearts Trainer Csaba László zu Einsätzen gekommen war, blieb er im weiteren Saisonverlauf hinter Steve Banks zweiter Torhüter. Sein Debüt im Tor der Hearts gab er gegen die Glasgow Rangers am 2. Spieltag der Saison 2008/09 im Ibrox Park. In der ersten Saison absolvierte er sieben Ligaspiele. In den beiden folgenden Spielzeiten war er Ersatzmann hinter Marián Kello. Ab der Spielzeit 2011/12 konnte er den Slowaken die Position als Stammtorhüter abnehmen. Im August 2011 spielte MacDonald erstmals im Europapokal gegen Tottenham Hotspur an der White Hart Lane. Mit den Hearts gewann er in derselben Saison den schottischen Pokal im Finale gegen Hibernian im Edinburgh Derby. In den Spielzeiten 2012/13 und 2013/14 blieb er weiter die Stammkraft zwischen den Pfosten in der Hauptstadt. 2013 unterlag er mit seinem Verein im Endspiel des Ligapokals gegen den FC St. Mirren.
Im Juli 2014 wechselte MacDonald zum FC Falkirk aus der zweiten Liga in Schottland, bevor ein weiteres Jahr später zum Erstligisten FC Kilmarnock kam.

### Nationalmannschaft
Jamie MacDonald spielte in den Jahren 2007 und 2008 für die Schottische U-21-Nationalmannschaft. Sein Debüt gab er im Spiel gegen Tschechien am 21. August 2007 in Falkirk. In zehn Länderspielen in dieser Altersklasse blieb er fünfmal ohne Gegentor.
Im November 2018 wurde MacDonald von Nationaltrainer Alex McLeish erstmals in den Kader der schottischen A-Nationalmannschaft für das Länderspiel in der Nations League gegen Albanien berufen. Beim 4:0-Auswärtssieg der Schotten war MacDonald hinter Allan McGregor Ersatztorhüter.

## Erfolge
mit Heart of Midlothian:
- Schottischer Pokalsieger: 2012